# Heidi Neururer
Heidi Neururer (Innsbruck, 5 de enero de 1979) es una deportista austríaca que compitió en snowboard, especialista en la prueba de eslalon paralelo.
Ganó dos medallas en el Campeonato Mundial de Snowboard, oro en 2007 y plata en 2005.

## Medallero internacional
| Campeonato Mundial | Campeonato Mundial | Campeonato Mundial | Campeonato Mundial |
| Año                | Lugar              | Medalla            | Competición        |
| ------------------ | ------------------ | ------------------ | ------------------ |
| 2005               | Whistler (Canadá)  | Medalla de plata   | Eslalon paralelo   |
| 2007               | Arosa (Suiza)      | Medalla de oro     | Eslalon paralelo   |